# Grazay
Grazay település Franciaországban, Mayenne megyében. Lakosainak száma 626 fő (2022. január 1.). Grazay Marcillé-la-Ville, Aron, La Chapelle-au-Riboul, Hambers és Jublains községekkel határos.

## Népesség
A település népességének változása:
| Lakosok száma | 520  | 465  | 469  | 577  | 629  | 631  | 615  | 621  | 621  | 626  |
|               | 1968 | 1982 | 1990 | 2006 | 2013 | 2015 | 2017 | 2019 | 2020 | 2022 |